# Kookaï
Kookaï ist ein 1983 von Jean-Lou Tepper und Philippe de Hesdin gegründetes französisches Modehaus, das sich auf Prêt-à-porter-Mode für junge Frauen spezialisiert. 2007 bestanden weltweit etwa 650 Verkaufspunkte in 35 Ländern, darunter etwa 300 eigene Boutiquen. Kookaï gehört zur französischen Vivarte-Gruppe.
1993 wurden Linda Evangelista und Cindy Crawford die „Markengesichter“ von Kookaï, später machten auch, von Peter Lindbergh abgelichtet, Tatjana Patitz, Sonja Kinski und Naomi Campbell Werbung für das Unternehmen.